# Hraběšín
Hraběšín (en allemand : Hrabeschin) est une commune du district de Kutná Hora, dans la région de Bohême-Centrale, en République tchèque. Sa population s'élevait à 101 habitants en 2020.

## Géographie
Hraběšín se trouve à 8 km au sud-ouest de Čáslav, à 12 km au sud-sud-est de Kutná Hora et à 70 km à l'est-sud-est de Prague.
La commune est limitée par Krchleby au nord et à l'ouest, par Zbýšov à l'est et à sud-est, par Petrovice I au sud, et par Paběnice et Třebonín à l'ouest.

## Histoire
La première mention écrite de la localité date de 1379.

## Transports
Par la route, Hraběšín se trouve à 10 km de Čáslav, à 17 km de Kutná Hora et à 99 km de Prague.